# Zhuang Zejun
Zhuang Zejun (chiń. 莊則軍; pinyin Zhuāng Zéjūn) – chiński brydżysta z tytułem World Life Master w kategorii Open (WBF).
Zhuang Zejun jest profesjonalnym brydżystą. W latach 2012–2013 był niegrającym kapitanem lub opiekunem drużyn reprezentacyjnych Chin.

## Wyniki brydżowe

### Olimpiady
Na olimpiadach uzyskał następujące rezultaty:
| Olimpiady Brydżowe. Zawody teamów | Olimpiady Brydżowe. Zawody teamów | Olimpiady Brydżowe. Zawody teamów   | Olimpiady Brydżowe. Zawody teamów | Olimpiady Brydżowe. Zawody teamów | Olimpiady Brydżowe. Zawody teamów |
| Rok                               | Miejsce                           | Zawody                              | Kategoria                         | Drużyna                           | Pozycja                           |
| --------------------------------- | --------------------------------- | ----------------------------------- | --------------------------------- | --------------------------------- | --------------------------------- |
| 2008                              | Pekin                             | 1 Olimpiada Sportów Umysłowych      | Open                              | China                             | 5                                 |
| 2004                              | Stambuł                           | 12 Olimpiada Teamów                 | Open                              | China                             | 4                                 |
| 2000                              | Maastricht                        | 11 Olimpiada Brydżowa               | Open                              | China                             | 25                                |
| 1998                              | Lozanna                           | 1 Mistrzostwa o Wielką Nagrodę MKOL | Open                              | China                             | 1                                 |
| 1996                              | Rodos                             | 10 Olimpiada Teamów                 | Open                              | China                             | 21                                |

| Olimpiady Brydżowe. Zawody Indywidualne | Olimpiady Brydżowe. Zawody Indywidualne | Olimpiady Brydżowe. Zawody Indywidualne | Olimpiady Brydżowe. Zawody Indywidualne | Olimpiady Brydżowe. Zawody Indywidualne |
| Rok                                     | Miejsce                                 | Zawody                                  | Kategoria                               | Pozycja                                 |
| --------------------------------------- | --------------------------------------- | --------------------------------------- | --------------------------------------- | --------------------------------------- |
| 2008                                    | Pekin                                   | 1 Olimpiada Sportów Umysłowych          | Open                                    | 33                                      |

### Zawody światowe
W światowych zawodach zdobył następujące lokaty:
| Mistrzostwa Świata. Konkurencja teamów | Mistrzostwa Świata. Konkurencja teamów | Mistrzostwa Świata. Konkurencja teamów         | Mistrzostwa Świata. Konkurencja teamów | Mistrzostwa Świata. Konkurencja teamów | Mistrzostwa Świata. Konkurencja teamów |
| Rok                                    | Miejsce                                | Zawody                                         | Kategoria                              | Drużyna                                | Pozycja                                |
| -------------------------------------- | -------------------------------------- | ---------------------------------------------- | -------------------------------------- | -------------------------------------- | -------------------------------------- |
| 2014                                   | Sanya                                  | 14. Seria Mistrzostw Świata                    | Open                                   | China Opn                              | 17                                     |
| 2014                                   | Sanya                                  | 14. Seria Mistrzostw Świata                    | Miksty                                 | Sayc                                   | 3                                      |
| 2013                                   | Nusa Dua                               | 41. Mistrzostwa Świata Teamów                  | Trans                                  | SAYC VW                                | 2                                      |
| 2012                                   | Lille                                  | 5 Otwarte Mistrzostwa Świata Teamów Mikstowych | Miksty                                 | Saic Red                               | 3                                      |
| 2010                                   | Filadelfia                             | 13 Seria Mistrzostw Świata                     | Open                                   | China Open                             | 9                                      |
| 2009                                   | São Paulo                              | 39 Mistrzostwa Świata Teamów                   | Open                                   | China Long Zhu                         | 4                                      |
| 2007                                   | Szanghaj                               | 38 Mistrzostwa Świata Teamów                   | Trans                                  | China Smeg                             | 10                                     |
| 2007                                   | Szanghaj                               | 38 Mistrzostwa Świata Teamów                   | Open                                   | China Smeg                             | 5                                      |
| 2006                                   | Werona                                 | 12 Mistrzostwa Świata                          | Open                                   | China Smeg                             | 5                                      |
| 2005                                   | Estoril                                | 37 Mistrzostwa Świata Teamów                   | Open                                   | China                                  | 11                                     |
| 2005                                   | Estoril                                | 37 Mistrzostwa Świata Teamów                   | Trans                                  | China Open                             | 4                                      |
| 2003                                   | Monte Carlo                            | 36 Mistrzostwa Świata Teamów                   | Open                                   | China                                  | 12                                     |
| 2003                                   | Monte Carlo                            | 36 Mistrzostwa Świata Teamów                   | Trans                                  | Zhuang                                 | 2                                      |
| 1994                                   | Albuquerque                            | 9 Mistrzostwa Świata                           | Open                                   | Pan                                    | 9                                      |
| 1993                                   | Aarhus                                 | 4 Młodzieżowe Mistrzostwa Świata Teamów        | Juniorzy                               | China                                  | 6                                      |

| Mistrzostwa Świata. Konkurencja par | Mistrzostwa Świata. Konkurencja par | Mistrzostwa Świata. Konkurencja par | Mistrzostwa Świata. Konkurencja par | Mistrzostwa Świata. Konkurencja par | Mistrzostwa Świata. Konkurencja par |
| Rok                                 | Miejsce                             | Zawody                              | Kategoria                           | Partner                             | Pozycja                             |
| ----------------------------------- | ----------------------------------- | ----------------------------------- | ----------------------------------- | ----------------------------------- | ----------------------------------- |
| 2014                                | Sanya                               | 14. Seria Mistrzostw Świata         | Open                                | Shi Haojun                          | 23                                  |
| 2010                                | Filadelfia                          | 13 Mistrzostwa Świata               | Open                                | Wang Weimin                         | 158                                 |
| 2006                                | Werona                              | 12 Mistrzostwa Świata               | Open                                | Shi Haojun                          | 48                                  |
| 1998                                | Lille                               | 10 Mistrzostwa Świata               | Miksty                              | Wang Weimin                         | 137                                 |
| 1998                                | Lille                               | 10 Mistrzostwa Świata               | Open                                | Wang Weimin                         | 40                                  |
| 1994                                | Albuquerque                         | 9 Mistrzostwa Świata                | Open                                | Xu Hongjun                          | 36                                  |

## Klasyfikacja
- Zhuang Zejun – klasyfikacja WBF (ang.)